# يانيك بوريل
يانيك بوريل (بالفرنسية: Yannick Borel)‏ هو مبارز بالسيف فرنسي، ولد في 5 نوفمبر 1988 في بوانت-آه-بيتر في فرنسا.

## وصلات خارجية
- يانيك بوريل على موقع الاتحاد الدولي للمبارزة (الإنجليزية)
- يانيك بوريل على موقع الاتحاد الأوروبي للمبارزة (الإنجليزية)
- يانيك بوريل على موقع اللجنة الأولمبية الدولية (الإنجليزية)
- يانيك بوريل على موقع أوليمبيديا (الإنجليزية)
- يانيك بوريل على موقع اللجنة الأولمبية الفرنسية (مؤرشف) (الفرنسية)